# Lucio Mescinio Rufo
Lucio Mescinio Rufo (en latín, Lucius Mescinius Rufus) fue un político romano del siglo I a. C.

## Carrera
Rufo fue el miembro más importante de la gens Mescinia y el único entre estos que alcanzó a ocupar una de las grandes magistraturas. Rufo fue cuestor en el año 51 a. C. a las órdenes de Cicerón en Cilicia, quien se queja de su comportamiento en el cargo. Tras abandonar su provincia, el arpinate dejó a Tirón en Laodiclea para que tratara de arreglar las dificultades y malentendidos que surgieron con Rufo durante el gobierno. Más tarde, a pesar de las palabras que escribió en la carta a Ático, Rufo recibió las más altas alabanzas de Cicerón  quien lo insta, además, a unirse a Pompeyo  y lo consuela en su precaria posición. En el año 46 a. C. consigue que el arpinate lo recomiende a Servio Sulpicio Rufo, gobernador de Acaya, dado que tenía algún negocio en la provincia que requería su atención. Tras la muerte de Julio César, se unió al bando de los libertadores y sirvió bajo las órdenes de Casio, quien lo envió a reprimir el levantamiento de los habitantes de Tarso.
Se han encontrado monedas acuñadas con su nombre, lo que ha llevado a los historiadores a pensar que o bien se trata de algún descendiente suyo o que bien pudo haberse reconciliado con Augusto, quien lo hubiera nombrado Triunviro Monetario.